# Huronsko jezero
Huronsko jezero (angleško Lake Huron) je jezero iz skupine Velikih jezer v Severni Ameriki, ki leži na meji med Združenimi državami Amerike in Kanado. Je tretje največje po prostornini za Gornjim in Michiganskim jezerom. S slednjim ga na zahodu povezuje ožina Mackinac; ožina je globoka in široka, tako da imata jezeri enako višino in tudi sicer hidrografsko štejeta za eno vodno telo. Poleg pritokov Michiganskega jezera ga napaja še St. Marys River iz Gornjega jezera, glavni odtok pa je St. Clair River, ki se izliva v istoimensko jezero in od tam kot reka Detroit teče v Eriejsko jezero.
Ime so mu dali zgodnji francoski raziskovalci po ljudstvu Huronov, ki živi na tem območju. Zaradi lege v severni skupini so obalni predeli redko naseljeni, namesto tega je ob obalah veliko počitniških hiš. Po rabi izstopa le območje ob izlivu reke Saginaw v istoimenski zaliv na jugozahodu, kjer je razširjeno intenzivno kmetijstvo, v samem zalivu pa tudi ribogojstvo. Poleg tega ima jezero ključen pomen kot transportna pot za surovine, povezava med »zgornjim« in »spodnjim« delom regije Velikih jezer.